# James Adamson
James Craig Adamson (Warsaw, New York (állam), 1946. március 3. –) amerikai pilóta, űrhajós.

## Életpálya
1965-től 1969-ig katonai főiskolába, mérnöki diplomát szerzett. 1969-től 1980-ig pilóta és oktató volt a hadseregben. 1980 és 1984 között a NASA alkalmazásában navigációs és programvezérlőként szolgált. 1984. május 23-tól kapott űrhajóskiképzést. 13 napot, 22 órát és 21 percet töltött a világűrben. 1992 augusztusában köszönt el az űrhajózástól. 1994-től  Lockheed Vállalatcsoport alelnöke, majd igazgatója lett. 1999-től az Allied Signal Vállalatcsoport elnöke.

## Űrrepülések
- Columbia űrrepülőgép STS–28 fedélzetén küldetésfelelős. Alacsony Föld körüli pályára állítottak (egy vagy kettő) katonai műholdat.
- Atlantis űrrepülőgép STS–43 fedélzetén küldetésspecialista.